# Kaspar Maria von Sternberg
Kaspar Maria von Sternberg, född 6 januari 1761 i Prag, död 10 december 1838 på sitt slott Brzezina i Böhmen, var en österrikisk greve och naturforskare.
Sternberg utbildades till präst i Rom, blev 1782 kanonikus i Regensburg, 1785 medlem av domkapitlet där och levde från 1806 som privatman dels i Prag, dels på sina gods i Böhmen. Han sysselsatte sig ivrigt med naturvetenskapliga, mest botaniska, studier. Mycket verksam för vetenskapernas främjande och själv stor samlare, gav han Nationalmuseet och Böhmens offentliga samlingar betydande donationer. Hans mest betydande naturvetenskapliga verk är Versuch einer geognostisch-botanischen Darstellung der Flora der Vorwelt (två folioband, 1820, 1838) och Umriss einer Geschichte der böhmischen Bergwerke (två band, 1836, 1838).
Auktorsnamnet Sternb. kan användas för Kaspar Maria von Sternberg i samband med ett vetenskapligt namn inom botaniken; se Wikipediaartiklar som länkar till auktorsnamnet.